# NGC 3072
NGC 3072 ist eine linsenförmige Galaxie vom Hubble-Typ S0 im Sternbild Hydra südlich der Ekliptik. Sie ist schätzungsweise 144 Millionen Lichtjahre von der Milchstraße entfernt und hat einen Durchmesser von etwa 85.000 Lj. Die Galaxie ist Mitglied der Hickson Compact Group HCG 42.
Im selben Himmelsareal befinden sich u. a. die Galaxien NGC 3085, NGC 3091, NGC 3096.
Die Typ-Ic-Supernova SN 2007aw wurde hier beobachtet.
Das Objekt wurde am 7. Februar 1785 von Wilhelm Herschel entdeckt.